# Megachile pseudofulva
Megachile pseudofulva là một loài Hymenoptera trong họ Megachilidae. Loài này được Pasteels mô tả khoa học năm 1965.